# Bank of St. Helena
Die Bank of St. Helena ist das einzige Kreditinstitut im Britischen Überseegebiet St. Helena, Ascension und Tristan da Cunha. Sie hat ihren Hauptsitz in Jamestown auf der Insel St. Helena.
Die Bank verfügt neben dem Hauptsitz noch über eine Filiale in Georgetown auf Ascension. Sie bietet alle Dienstleistungen einer Geschäftsbank an. Den Bewohnern von Tristan da Cunha stehen die Dienstleistungen ebenfalls zur Verfügung, jedoch verfügt die Insel über keine eigene Filiale.
Es werden 30 Mitarbeiter (Stand Februar 2016) beschäftigt. Die Bilanzsumme beträgt 80,5 Millionen SHP (Stand: 31. März 2015).

## Geschichte
Die Bank wurde im April 2004, auf Grundlage der Banking Ordinance 2003 und der Bank of St Helena Ordinance 2003 gegründet. Sie übernahm alle Aufgaben zweier eigenständigen Sparkassen, der Government Savings Bank (St. Helena) sowie der Ascension Island Savings Bank. Seit April 2013 ist die Bank of St. Helena eine Aktiengesellschaft.